# Estructura supracromosómica

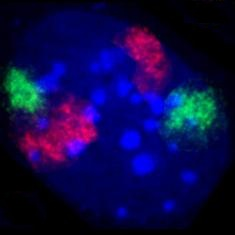
Son visibles los diferentes territorios ocupados por: el cromosoma 2 (rojo) y el cromosoma 9 (verde) en un núcleo celular mediante (FISH).

La estructura supracromosómica es un término que hace referencia al hecho de que los cromosomas presentan un lugar específico dentro del núcleo y que dicha disposición no es fruto del azar.
Su observación ha sido posible gracias a la aparición y perfeccionamiento de las nuevas técnicas de citogenética molecular.
Aunque la mayor parte de la cromatina quede posicionada durante la interfase, en algunos casos puede darse un desplazamiento de algunos dominios cromosómicos dentro del núcleo celular. Este movimiento está asociado con la miosina y actina nuclear y ocurre en ausencia de mitosis y síntesis de ADN.

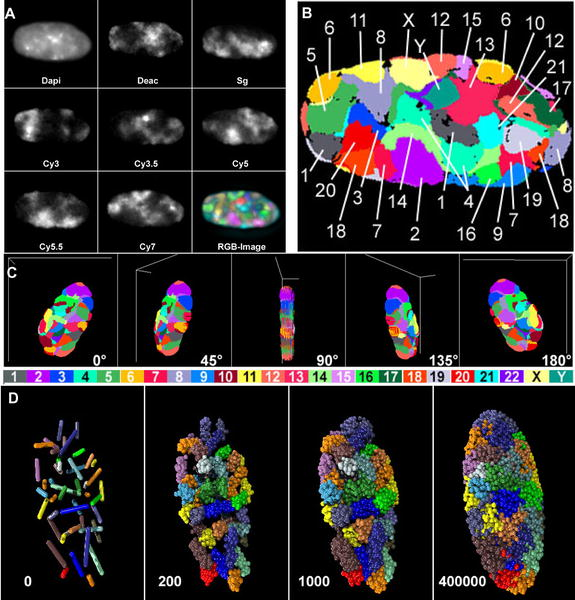
Territorios

En el núcleo, el material genético ocupa compartimentos o regiones que tienen distinta actividad transcripcional pero puede desplazarse desde zonas de heterocromatina hacia zonas de eucromatina y viceversa, por lo que se verá afectado el patrón de expresión génica.

## Importancia

Territorios

La reorganización de los cromosomas en interfase es fruto de la actividad normal del núcleo, de hecho la heterocromatina centromérica podría actuar como centro organizador para que los cromosomas se muevan entre los distintos compartimentos del núcleo.
También se ha relacionado con enfermedades, no se sabe exactamente si como causa o efecto de las mismas: en enfermos de epilepsia se observó un cambio de posición del cromosoma X de las neuronas respecto de individuos sanos, por lo que podría estar causada por alteraciones en la actividad transcripcional de las mismas.